# Punto de traición
Punto de traición (título original: Center of the Web) es una película estadounidense de acción, drama y crimen de 1992, dirigida y escrita por David A. Prior, musicalizada por W. Gregory Turner, en la fotografía estuvo Andrew Parke y los protagonistas son Robert Davi, Charlene Tilton y Ted Prior, entre otros. El filme fue producido por Action International Pictures (AIP), One For The Money Productions, Sovereign Investments y Winters Group; se estrenó el 15 de mayo de 1992.

## Sinopsis
Un funcionario de la CIA fuerza a un profesor de arte dramático a hacerse pasar por un homicida profesional, esto ocurre para llevar a cabo un plan que tiene un objetivo en la política.